# Prag 3
Prag 3 ist ein Verwaltungsbezirk der tschechischen Hauptstadt Prag. Der Bezirk liegt im Norden der Stadt. Prag 3 umfasst den überwiegenden Teil der Katastralgemeinde Žižkov und Teile von Vinohrady, Vysočany und Strašnice. Seit seiner Einrichtung im Jahr 1960 blieb das Gebiet des Bezirks unverändert. In Prag 3 liegt der Sankt Veitsberg (Vítkov).

## Sehenswürdigkeiten
- Fernsehturm Žižkov
- Herz-Jesu-Kirche auf dem Náměstí Jiřího z Poděbrad
- Friedhöfe Olšany, der größte Prager Friedhof, Neuer Jüdischer Friedhof und Jüdischer Friedhof Žižkov

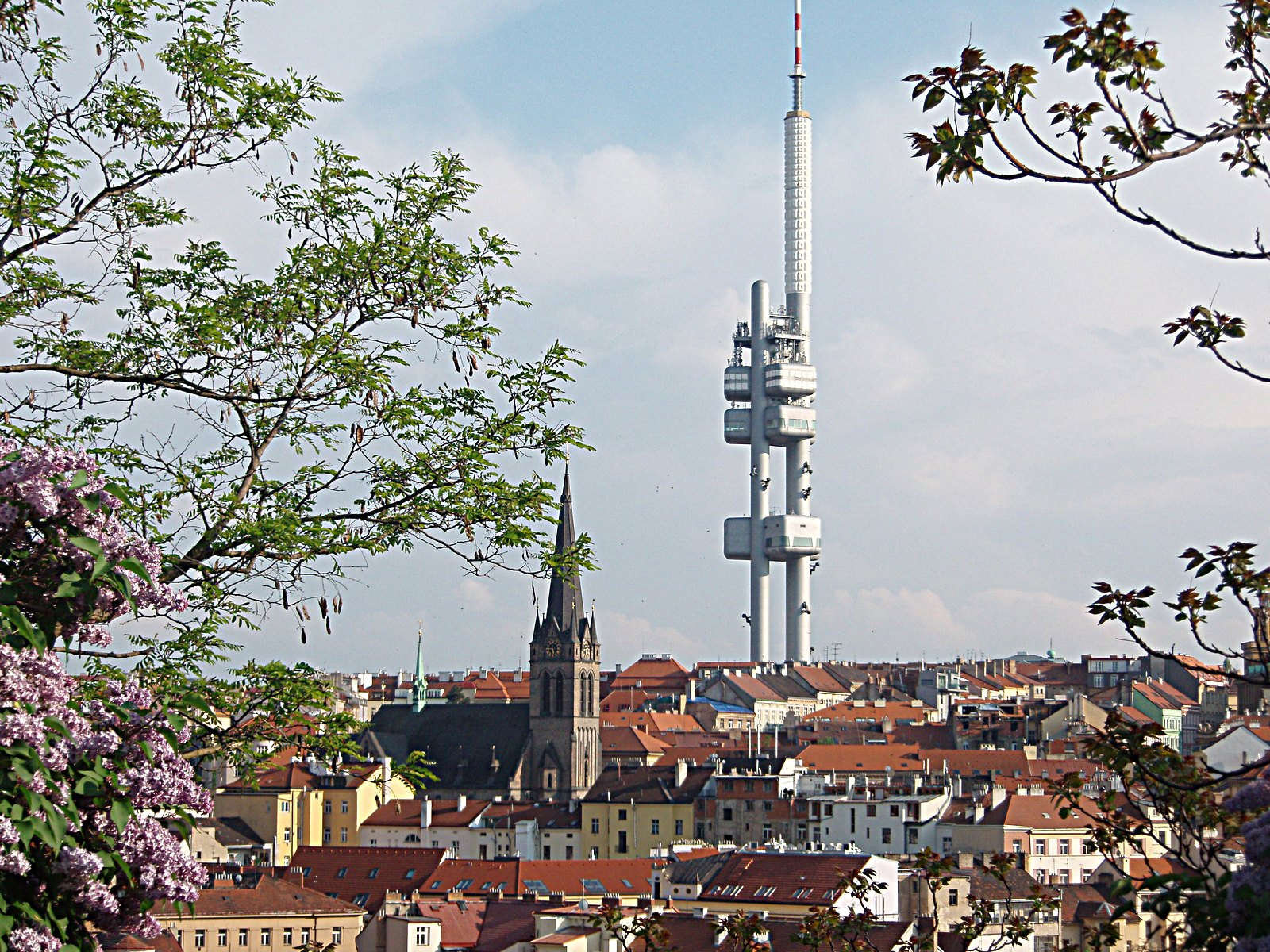
Der Fernsehturm in Žižkov

- Jan-Žižka-Denkmal
- Jára-Cimrman-Theater